# Exaesiopus grossipes
Exaesiopus grossipes är en skalbaggsart som först beskrevs av Sylvain Auguste de Marseul 1855.  Exaesiopus grossipes ingår i släktet Exaesiopus och familjen stumpbaggar.

## Underarter
Arten delas in i följande underarter:
- E. g. grossipes
- E. g. berberus